# Guilmaro
Guilmaro ist ein Arrondissement im Département Atakora in Benin. Es ist eine Verwaltungseinheit, die der Gerichtsbarkeit der Kommune Kouandé untersteht. Gemäß der Volkszählung von 2013 hatte Guilmaro 27.319 Einwohner, davon waren 13.622 männlich und 13.697 weiblich.